# Пеббл-Крік (Флорида)
Пеббл-Крік (англ. Pebble Creek) — переписна місцевість (CDP) в США, в окрузі Гіллсборо штату Флорида. Населення — 9624 особи (2020).

## Географія
Пеббл-Крік розташований за координатами 28°9′31″ пн. ш. 82°20′31″ зх. д. / 28.15861° пн. ш. 82.34194° зх. д. (28.158717, -82.341956).  За даними Бюро перепису населення США в 2010 році переписна місцевість мала площу 7,48 км², з яких 7,23 км² — суходіл та 0,25 км² — водойми.

## Демографія
Згідно з переписом 2010 року, у переписній місцевості мешкали 7622 особи в 2669 домогосподарствах у складі 2050 родин. Густота населення становила 1019 осіб/км².  Було 2884 помешкання (386/км²).
Расовий склад населення:
| - 67,8 % — білих - 12,8 % — азіатів - 12,0 % — чорних або афроамериканців - 0,1 % — корінних американців - 3,1 % — осіб інших рас |

До двох чи більше рас належало 4,1 %. Частка іспаномовних становила 18,0 % від усіх жителів.
За віковим діапазоном населення розподілялося таким чином: 27,5 % — особи молодші 18 років, 63,4 % — особи у віці 18—64 років, 9,1 % — особи у віці 65 років та старші. Медіана віку мешканця становила 35,7 року. На 100 осіб жіночої статі у переписній місцевості припадало 93,0 чоловіків;  на 100 жінок у віці від 18 років та старших — 91,1 чоловіків також старших 18 років.
Середній дохід на одне домашнє господарство  становив 96 000 доларів США (медіана — 82 258), а середній дохід на одну сім'ю — 101 411 долар (медіана — 86 356). Медіана доходів становила 67 318 доларів для чоловіків та 41 691 долар для жінок. За межею бідності перебувало 5,7 % осіб, у тому числі 5,0 % дітей у віці до 18 років та 9,3 % осіб у віці 65 років та старших.
Цивільне працевлаштоване населення становило 3938 осіб. Основні галузі зайнятості: освіта, охорона здоров'я та соціальна допомога — 29,5 %, науковці, спеціалісти, менеджери — 15,2 %, мистецтво, розваги та відпочинок — 10,3 %, роздрібна торгівля — 9,2 %.